# Rostock (Schiff, 1918)
Die zweite Rostock war ein Kleiner Kreuzer der Kaiserlichen Marine. Es war das sechste geplante Schiff der Cöln-Klasse und sollte ursprünglich als Ersatz für den am 28. August 1914 versenkten Kreuzer Mainz gebaut werden. Das Schiff wurde dann jedoch nach dem in der Skagerrakschlacht gesunkenen Kleinen Kreuzer Rostock benannt.
Mangels Material und Personal ging der Bau nur schleppend voran. Sieben Monate vor der Fertigstellung wurde er gestoppt. Am 17. November 1919 wurde die Rostock aus der Liste der Kriegsschiffe gestrichen und 1921 zum Abbruch verkauft.